# 劳伦·米切尔
劳伦·米切尔（英語：Lauren Mitchell，1991年7月23日—），澳大利亚女子竞技体操运动员。她曾代表澳大利亚参加2010年和2014年英联邦运动会体操比赛，获得四枚金牌和三枚银牌。她也曾参加2008年和2012年夏季奥林匹克运动会。